# الرمان (الحايط الفوقي بني حرشان)
الرمان هو دُوَّار يقع بجماعة بني حرشان، إقليم تطوان، جهة طنجة تطوان الحسيمة في المملكة المغربية. ينتمي الدوّار لمشيخة الحايط الفوقي بني حرشان التي تضم 20 دواوير. يقدر عدد سكانه بـ 144 نسمة حسب الإحصاء الرسمي للسكان والسكنى لسنة 2004.

## روابط خارجية
- البوابة الوطنية للجماعات الترابية
- المندوبية السامية للتخطيط